# Dit is de Zaterdag
Dit is de Zaterdag was een journalistiek radioprogramma van de Evangelische Omroep van 2019 tot 2023. Per 1 januari 2023 is het programma opgeheven vanwege de nieuwe programmering en vervangen door Een Uur Cultuur van de VPRO.
In het programma op NPO Radio 1 behandelden verschillende presentatoren afwisselend elke zaterdagochtend het meest belangrijke weekendnieuws met verschillende gasten.